# A bérgyilkosnő
A bérgyilkosnő (eredeti cím: Point of No Return) 1993-ban bemutatott filmthriller, melyet John Badham rendezett. A film Luc Besson 1990-es Nikita című francia krimijének remake-je. A főbb szerepekben Bridget Fonda, Gabriel Byrne és Dermot Mulroney látható.

## Cselekmény
A fiatal Maggie Haywardot halálra ítélik egy rendőr meggyilkolásáért. Egy látszat kivégzés után, különleges agresszivitásának köszönhetően inkább hivatásos gyilkossá képzik ki. Így egyrészt megismerkedik a védekezés és a támadás technikáival, ugyanakkor jó modorra is megtanítják. Első feladata, hogy kísérőjével együtt likvidáljon egy fenyegető személyt. De egy csapda vár rá.

## Szereplők
| Szereplő                                   | Színész            | Magyar hang       |
| ------------------------------------------ | ------------------ | ----------------- |
| Maggie Hayward / Claudia Anne Doran / Nina | Bridget Fonda      | Farkasinszky Edit |
| Bob                                        | Gabriel Byrne      | Helyey László     |
| J.P.                                       | Dermot Mulroney    | Forgács Péter     |
| Kaufman                                    | Miguel Ferrer      | Barbinek Péter    |
| Amanda                                     | Anne Bancroft      | Zsolnai Júlia     |
| Angela                                     | Olivia d’Abo       | Dudás Eszter      |
| Fahd Bahktiar                              | Richard Romanus    | Orosz István      |
| Victor, a takarító                         | Harvey Keitel      | Rácz Géza         |
| Beth                                       | Lorraine Toussaint | Bajza Viktória    |
| Gyógyszertáros                             | Geoffrey Lewis     | Horányi László    |
| Big Stan                                   | Michael Rapaport   | Csendes Olivér    |

## Fogadtatás

### Kritikai visszhang
Az amerikai filmkritikusok véleményét összegző Rotten Tomatoes 50%-ra értékelte 24 vélemény alapján.

### Bevételi adatok
1993. március 19-én mutatták be az észak-amerikai mozik. Nyitóhétvégéjén második helyen végzett (lemaradva a Tini nindzsa teknőcök 3. – Kiből lesz a szamuráj? című film mögött. A bemutató hétvégéjén 7 160 389 dollárt, összességében több mint 30 millió dollárt hozott az USA-ban.

## Fordítás
- Ez a szócikk részben vagy egészben  a   Point of No Return (1993 film) című angol Wikipédia-szócikk fordításán alapul.  Az eredeti cikk szerkesztőit annak laptörténete sorolja fel. Ez a jelzés csupán a megfogalmazás eredetét és a szerzői jogokat jelzi, nem szolgál a cikkben szereplő információk forrásmegjelöléseként.